# Androlyperus fulvus
Androlyperus fulvus es un coleóptero de la familia Chrysomelidae.
Fue descrita científicamente por primera vez en 1873 por Crotch.